# Уиз Халифа
Камерън Джибрил Томаз (на английски: Cameron Jibril Thomaz), известен професионално като Уиз Kалифа (на английски: Wiz Khalifa), е американски рапър, певец, автор на песни и актьор.
Издава дебютния си албум Show and Prove през 2006 г., а на следващата година подписва с Warner Records. Първият му хит е „Say Yeah“ от 2008 г. През 2009 г. скъсва с Warner Records и издава албума си Deal or No Deal безплатно. На следващата година подписва с Atlantic Records. Дебютният му сингъл за Atlantic „Black and Yellow“ достига номер едно в класацията Билборд Хот 100. През 2011 г. издава албума Rolling Papers. Следват албумите O.N.I.F.C. през 2012 г. и Blacc Hollywood през 2014 г. През март 2015 г. издава песента „See You Again“ като саундтрак за филма Бързи и яростни 7, която е номер едно в класацията Билборд Хот 100 общо 12 седмици.

## Дискография
- Show and Prove (2006)
- Deal or No Deal (2009)
- Rolling Papers (2011)
- Mac & Devin Go to High School (със Снууп Дог) (2011)
- O.N.I.F.C. (2012)
- Blacc Hollywood (2014)
- Rolling Papers 2 (2018)
- Multiverse (2022)